# Marguerite De La Motte
Marguerite De La Motte (Duluth, 22 de junho de 1902 — São Francisco, 10 de março de 1950) foi uma atriz norte-americana, mais notavelmente da era do cinema mudo.